# Sofie Gråbøl
Sofie Gråbøl est une actrice danoise, née le 30 juillet 1968 à Frederiksberg.

## Biographie
Sans avoir jamais fait de théâtre et sans grande expérience, Sofie Gråbøl réussit à se faire connaître au Danemark grâce à son rôle dans Barndommens gade (« Les rues de mon enfance »), un film danois de 1986 inspiré du roman du même nom de Tove Ditlevsen.
À la télévision, elle est populaire pour avoir joué dans Taxa, Nikolaj et Julie ainsi que dans la série The Killing (danois : Forbrydelsen, « Le crime ») jusqu'en 2012, où elle tient le rôle de l'inspecteur de police Sarah Lund.

## Filmographie

### Cinéma
- 1986 : Gauguin, le loup dans le soleil (Oviri) de Henning Carlsen : Judith Molard
- 1986 : Barndommens gade d'Astrid Henning-Jensen : Ester
- 1987 : Pelle le Conquérant (Pelle Erobreren) de Bille August : mademoiselle Sine
- 1988 : Rami og Julie d'Erik Clausen : Julie
- 1991 : Høfeber d'Annelise Hovmand : assistante de banque
- 1992 : Dotknięcie ręki (pl) de Krzysztof Zanussi : Annette Berg
- 1993 : Sort høst d'Anders Refn : Clara Uldahl-Ege
- 1994 : Le Veilleur de nuit (Nattevagten) d'Ole Bornedal : Kalinka
- 1995 : Carmen & Babyface : Carmen
- 1995 : Pan : Edvarda Mack
- 1996 : Fede tider : Anne
- 1997 : Sinans bryllup : Cherie
- 1997 : Sekten de Susanne Bier : Mona
- 1997 : Mørkets øy : Julie
- 1999 : Mifune (Mifunes sidste sang) : Claire
- 1999 : Den eneste ene de Susanne Bier : Mulle
- 2000 : Lumières dansantes (Blinkende Lygter) d'Anders Thomas Jensen : Hanne
- 2001 : Grev Axel de Søren Fauli : Leonora Amalie
- 2004 : Lad de små børn... de Paprika Steen : Brit
- 2005 : Anklaget de Jacob Thuesen : Nina
- 2005 : Den Rette Ånd : Lærke
- 2006 : Le Direktør (Direktøren For Det Hele) de Lars von Trier : Kisser
- 2007 : Vikaren : Carls mother
- 2007 : Daisy Diamond : Actrice
- 2011 : Usynlige Venner
- 2013 : I lossens time de Søren Kragh-Jacobsen : Helen
- 2013 : Det andet liv de Jonas Elmer : Mille
- 2016 : The Day Will Come (Der kommer en dag) de Jesper W. Nielsen : Lærer Lilian
- 2017 : L'Empereur (documentaire) de Luc Jacquet : narratrice de la version danoise
- 2018 : The House that Jack Built de Lars von Trier : Dame 3
- 2022 : Rose de Niels Arden Oplev : Inger

### Télévision
- 2002 - 2003 : Nikolaj og Julie, 22 épisodes
- 2007 - 2012 : The Killing, 40 épisodes : Sarah Lund
- 2011 : The Killing (la série américaine), un épisode : District Attorney Christina Nielsen
- 2011 : Absolutely Fabulous : Apparition en tant que Sarah Lund
- 2014 : Fortitude : Hildur Odegard
- 2016 : Den Anden Verden, 9 épisodes
- 2020 : The Undoing : Catherine Stamper
- 2023 : Prisoner  : Miriam

## Distinctions
- Bodil de la meilleure actrice dans un second rôle 1987 pour Gauguin, le loup dans le soleil
- Robert de la meilleure actrice dans un second rôle 1987 pour Gauguin, le loup dans le soleil
- Robert de la meilleure actrice 1994 pour Sort høst
- Robert de la meilleure actrice dans un second rôle 2000 pour Den eneste ene
- Robert de la meilleure actrice 2005 pour Lad de små børn...
- Robert de la meilleure actrice 2006 pour Anklaget
- Crime Thriller Awards 2011 de la meilleure actrice
- Robert de la meilleure actrice dans un second rôle 2017 pour Der kommer en dag (The Day Will Come)